# Houstonia croftiae
Houstonia croftiae là một loài thực vật có hoa trong họ Thiến thảo. Loài này được Britton & Rusby mô tả khoa học đầu tiên năm 1887.